# Ecsellő
Ecsellő (románul Aciliu, németül Tetscheln, az erdélyi szász nyelven Tytzlar) település Romániában, Szeben megyében.

## Fekvése
Nagyszebentől 33 km-re nyugatra, Szelistyétől 7 km-re északra Nagyapold és Omlás közt fekvő település.

## Története
1330-ban Tychelev néven említik először.
A települést erdélyi szászok alapították, a középkor folyamán is végig szász lakossága volt. A 16. század elején azonban ismeretlen okokból elpusztultak, a források utoljára 1486-ban emlékeznek meg a német lakosságról, később már mint román falut említik.
A trianoni békeszerződésig Szeben vármegye Szelistyei járásához tartozott.

## Lakossága
1910-ben 999 lakosa volt, ebből 991 román, 6 magyar és 2 német nemzetiségűnek vallotta magát.
2002-ben 268 lakosából 265 román, 2 német és 1 cigány volt.